# Кирјат Гат
Кирјат Гат (хебр. קריית גת, арап. ‏كريات جات‎) је град у Израелу у Јужном округу. Према процени из 2007. у граду је живело 47.800 становника.

## Становништво
Према процени, у граду је 2007. живело 47.800 становника.
| 1983.  | 1995.  |
| ------ | ------ |
| 25.482 | 43.809 |

## Партнерски градови
- Буфало
- Крушевац
- Чикаго